# María León
María León Barrios (Sevilha, 30 de julho de 1984) é uma atriz espanhola. É irmã do ator e diretor Paco León, e filha da atriz Carmina Barrios.
Em 2011, recebeu a Concha de Prata na categoria de melhor atriz no Festival Internacional de Cinema de San Sebastián e o Prêmio Goya de melhor atriz revelação pelo seu trabalho no filme La voz dormida, dirigido por Benito Zambrano.

## Filmografia

### Séries de televisão
| Série                      | Papel                  | Canal     | Ano       | Notas                               |
| -------------------------- | ---------------------- | --------- | --------- | ----------------------------------- |
| SMS                        | Leti                   | La Sexta  | 2006-2007 | Personagem Principal (99 Episódios) |
| Cuenta atrás               | Tati                   | Cuatro    | 2007      | Personagem Secundário (1 Episódio)  |
| Hospital Central           | Mabel                  | Telecinco | 2007      | Personagem Secundário (1 Episódio)  |
| Maitena: Estados alterados | María                  | La Sexta  | 2008      | Personagem Secundário (1 Episódio)  |
| Una bala para el rey       | Ada                    | Antena 3  | 2009      | Personagem Principal (2 Episódios)  |
| La tira                    | Rosario "Chari"        | La Sexta  | 2010      | Personagem Principal (82 Episódio)  |
| Aída                       | La Jose                | Telecinco | 2010-2011 | Personagem Secundário (3 Episódios) |
| Los Quien                  | Arancha                | Antena 3  | 2011      | Personagem Secundário (1 Episódio)  |
| Con el culo al aire        | Sandra Rojo            | Antena 3  | 2012-2014 | Personagem Principal (42 Episódios) |
| Allí abajo                 | Carmen Almonte Morales | Antena 3  | 2015-     | Personagem Principal (28 episódios) |

### Cinema
| Filme                    | Papel                            | Ano  | Notas                 |
| ------------------------ | -------------------------------- | ---- | --------------------- |
| Fuga de cerebros         | Mulher na discoteca              | 2009 | Personagem Esporádico |
| La voz dormida           | Josefa "Pepita" Rodríguez García | 2011 | Personagem Principal  |
| Carmina o revienta       | María                            | 2012 | Personagem Principal  |
| Carmina y Amén           | María                            | 2014 | Personagem Principal  |
| Marsella                 | Sara                             | 2014 | Personagem Principal  |
| Rey gitano               | Dolores                          | 2015 | Personagem Principal  |
| Los miércoles no existen | Patricia                         | 2015 | Personagem Secundário |
| Cuerpo de élite          | Lola                             | 2016 | Personagem Principal  |